# Goyang Sono Skygunners
I Goyang Sono Skygunners sono una società professionistica di pallacanestro sudcoreana con sede a Goyang che partecipa alla Korean Basketball League (KBL), la massima divisione del campionato sudcoreano. Fondati a Taegu, erano noti come gli Orions prima di cambiare denominazione nel 2022.

## Palmarès
- Campionati sudcoreani: 2

2002, 2016